# Bill Douglass (Bassist)
Bill Douglass (eigentlich William Clinton Douglass; * 1945) ist ein US-amerikanischer Jazzmusiker (Kontrabass, Bambusflöte).
Douglass ist seit Mitte der 1960er Jahre in der Jazzszene von San Francisco aktiv, zunächst in der Band Lamb, die in der Szene um das Fillmore West in Erscheinung trat und um 1970 zwei Alben aufnahm. Er arbeitete dann u. a. mit Mark Isham, Norman Greenbaum, Art Lande (Rubisa Patrol, ECM 1976), Charlie Byrd, Tom Waits (The Black Rider) und Marian McPartland (Live at Yoshi's Ninespot, 1995). Im Duo mit dem Pianisten Andrei Kitaev legte er 1978 das Album First Takes (Reference Recordings) vor. Douglass unterrichtet und betätigte sich als Filmmusiker (Der schwarze Hengst, 1979) und -komponist (Sewing Woman, 1982).
Der Bassist ist nicht mit dem gleichnamigen Schlagzeuger zu verwechseln.